# Mỹ Tiến
Mỹ Tiến là một xã cũ thuộc huyện cũ Mỹ Lộc, tỉnh Nam Định, Việt Nam. Nay là một phần xã Mỹ Lộc, thành phố Nam Định
Xã Mỹ Tiến có diện tích 5,82 km², dân số năm 2022 là 6.037 người, mật độ dân số đạt 1.035 người/km².